# Ambasciatori della Germania negli Stati Uniti d'America
La Germania e gli Stati Uniti intrattennero relazioni diplomatiche sin dall'unificazione della Germania (1871). In precedenza gli unici stati tedeschi che avevano intrattenuto relazioni diplomatiche con gli Stati Uniti erano stati il Regno di Prussia, dal 1835, e le tre città anseatiche di Brema, Amburgo e Lubecca, dal 1853. Le relazioni furono interrotte due volte (dal 1917 al 1921 e dal 1941 al 1955) mentre la Germania e gli Stati Uniti erano in guerra.
Questa è la lista dei rappresentanti diplomatici della Germania negli Stati Uniti d'America.

## Inviati e ministri degli Stati tedeschi

### Ministri della Prussia negli Stati Uniti
- 1817-1823: Friedrich von Greuhm
- 1825-1830: Ludwig Niederstetter, Incaricato d'affari
- 1834-1844: Friedrich Ludwig von Rönne
- 1844-1848: Friedrich von Gerolt
- 1848-1849: Friedrich Ludwig von Rönne (ottobre 1848 - dicembre 1849; (26 gennaio - 21 dicembre 1849), allo stesso tempo "Inviato straordinario e Ministro plenipotenziario per il governo centrale della Germania", vale a dire il Parlamento di Francoforte)
- 1849-1868: Friedrich von Gerolt (24 gennaio 1868-1871 come Ministro della Confederazione Tedesca del Nord)

### Ministri delle città anseatiche negli Stati Uniti
- 1827-1828: Vincent Rumpff
- 1862-1864: Rudolf Schleiden
- 1864-1868: Johannes Rösing

## Capi missione

### Ministri e Ambasciatori dell'Impero tedesco negli Stati Uniti

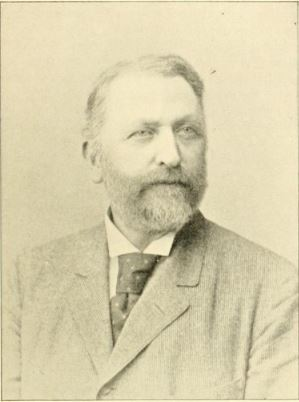
Anton Saurma von der Jeltsch

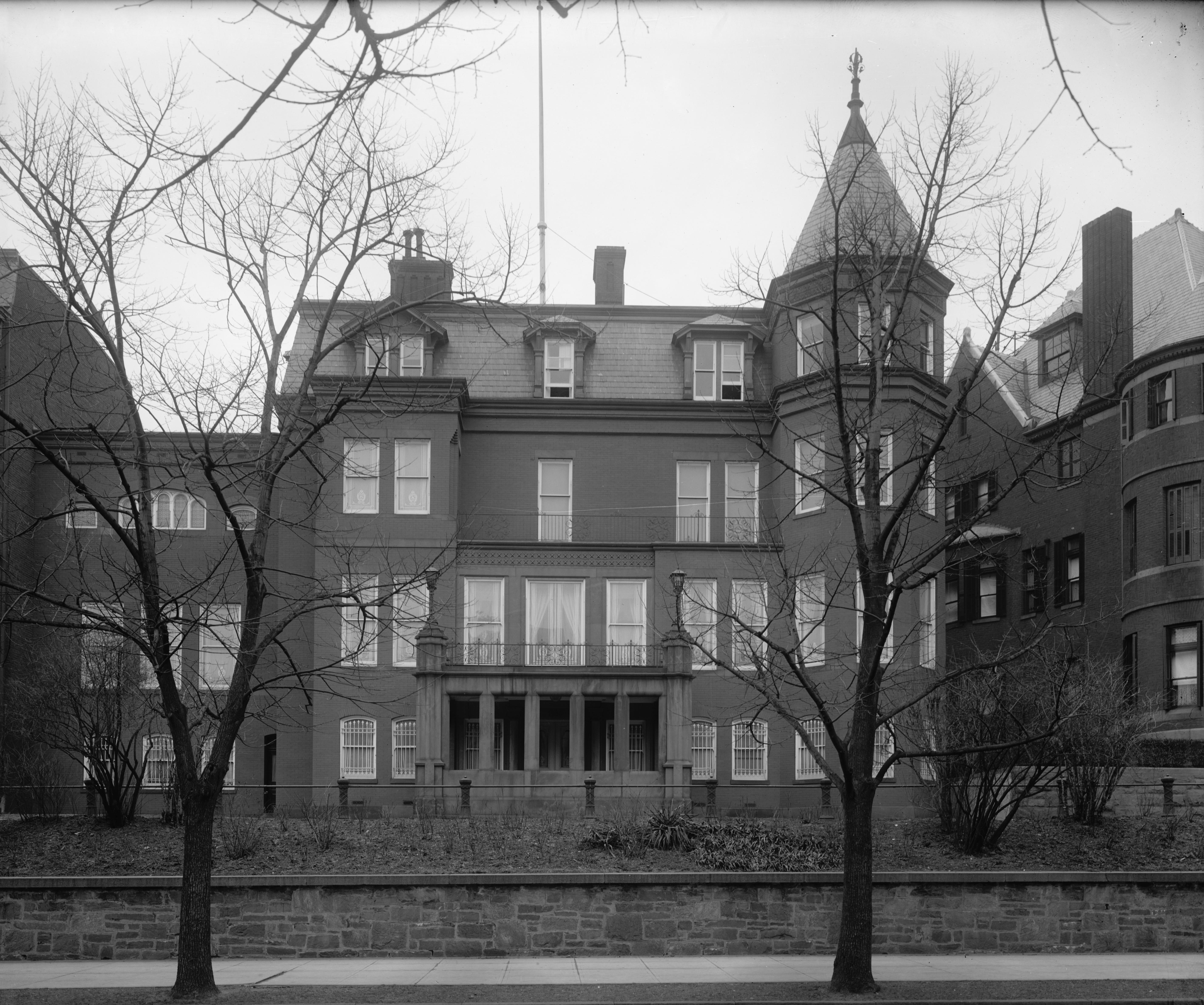
L'Ambasciata tedesca nel 1917

- 1871-1882: Kurd von Schlözer, Ministro Plenipotenziario
- 1882-1884: Carl von Eisendecher, Ministro Plenipotenziario
- 1884-1888: Friedrich Johann Graf von Alvensleben, Ministro Plenipotenziario
- 1888-1891: Ludwig, Graf von Arco-Valley, Ministro Plenipotenziario
- 1891-1893: Theodor von Holleben, Ministro Plenipotenziario
- 1893-1895: Anton Saurma von der Jeltsch
- 1895-1897: Max von Thielmann
- 1897-1903: Theodor von Holleben
- 1903-1908: Hermann Freiherr Speck von Sternburg
- 1908-1917: Johann Heinrich von Bernstorff  (relazioni diplomatiche interrotte a causa della prima guerra mondiale, 3 febbraio 1917 - 25 aprile 1921).

### Ambasciatori della Repubblica di Weimar negli Stati Uniti
- 1921-1922: Dr. Karl Lang, Incaricato d'affari
- 1922-1925: Otto Wiefeldt
- 1925-1927: Adolf Georg von Maltzan
- 1928-1933: Friedrich Wilhelm von Prittwitz und Gaffron (dimessosi il 14 aprile 1933 in opposizione ad Adolf Hitler).

### Ambasciatori del Terzo Reich negli Stati Uniti
- 1933-1937: Hans Luther
- 1937-1938: Hans-Heinrich Dieckhoff, richiamato il 18 novembre 1938 in risposta al peggioramento delle relazioni con gli Stati Uniti a causa della "Notte dei Cristalli" (9 novembre), e in seguito al richiamo, da parte degli Stati Uniti, del loro Ambasciatore (15 novembre).
- 1938-1941: Hans Thomsen, Incaricato d'affari

Relazioni diplomatiche interrotte a causa della seconda guerra mondiale, 11 dicembre 1941 - 22 settembre 1949

### Ambasciatori della Repubblica Federale Tedesca presso gli Stati Uniti
- 1951-1958: Heinrich Krekeler (20 luglio 1906 - 5 agosto 2003), (giugno 1950 - giugno 1951: Console generale, giugno 1951 - maggio 1955: Incaricato d'affari, maggio 1955 - gennaio 1958: Ambasciatore)
- 1958-1962: Wilhelm Grewe (16 ottobre 1911 - 11 gennaio 2000) (febbraio 1958 - maggio 1962)
- 1962-1968: Karl Heinrich Knappstein (15 aprile 1906 - 6 maggio 1989) (giugno 1962 - dicembre 1968)
- 1968-1973: Rolf Friedemann Pauls (nato il 26 agosto 1915) (dicembre 1968 - febbraio 1973)
- 1973-1979: Berndt von Staden (nato il 24 giugno 1919) (febbraio 1973 - novembre 1979)
- 1979-1984: Peter Hermes (nato il 8 agosto 1922) (novembre 1979 - luglio 1984)
- 1984-1987: Günther van Well (15 ottobre 1922 - 14 agosto 1993) (luglio 1984 - ottobre 1987)
- 1987-1992: Jürgen Ruhfus (4 agosto 1930) (novembre 1987 - agosto 1992)
- 1992-1995: Immo Stabreit (24 gennaio 1933) (agosto 1992 - gennaio 1995)
- 1995-2001: Jürgen Chrobog (28 febbraio 1940) (gennaio 1995 - giugno 2001)
- 2001-2006: Wolfgang Ischinger (6 aprile 1946) (giugno 2001 - marzo 2006)
- 2006-2011: Klaus Scharioth (8 ottobre 1946) (marzo 2006 - 2011)
- 2011-2014: Peter Ammon (23 febbraio 1952) (agosto 2011 - aprile 2014)
- 2014-2018: Peter Wittig (11 agosto 1954) (aprile 2014 - giugno 2018)
- Dal 2018: Emily Haber